# Il silenzio/Clown
Il silenzio/Clown è un singolo di Nini Rosso, pubblicato dalla Hansa (catalogo 18 316 AU) nel 1964.

## Il disco
Il disco racchiude due strumentali: il lato A è un riadattamento del "Silenzio fuori ordinanza" suonato nelle caserme, con la collaborazione di Willy Brezza; mentre il lato B è un brano composto da Enrico Simonetti e, dallo stesso, Nini Rosso.

## Tracce

### Lato A
1. Il silenzio – 3:03 (Trascriz.: Nini Rosso, Willy Brezza; edizioni musicali Peter Maurice/BIEM)

### Lato B
1. Clown – 2:15 (musica: Enrico Simonetti, Nini Rosso; edizioni musicali Sprint)